# Kakuji Kakuta
Pour les articles homonymes, voir Kakuta.
Kakuji Kakuta (角田覚治, Kakuta Kakuji), né le 23 septembre 1890 né dans le district de Minamikanbara, préfecture de Niigata, au Japon, en 1890, et disparu au cours de la bataille de Tinian, le 2 août 1944, était un vice amiral de la Marine impériale japonaise pendant la Guerre du Pacifique. Il est connu pour son rôle dans le commandement d'unités de l'aviation navale japonaise, de l'attaque des Philippines en 1941, à la bataille des îles Mariannes en 1944.

## Carrière

### Avant la guerre du Pacifique
Kakuji Kakuta, diplômé en 1911 de l'Académie navale impériale du Japon, classé 45e sur 145 élèves de la 39e promotion, sert comme midship (Shōi Kōhosei), sur le croiseur cuirassé Aso (ex-russe Bayan), et le croiseur cuirassé reclassé croiseur de bataille Ibuki. Comme enseigne de vaisseau (Shōi et Chūi) de 1912 à 1917, il est affecté au croiseur Chiyoda, puis il suit les cours de l'École de Canonnage et de l'École de Torpillage. Plus tard, il sert sur le cuirassé pré-dreadnought Settsu et sur le croiseur Azuma pendant la Première Guerre mondiale. Comme lieutenant de vaisseau (Daii) de 1917 à 1923, Il suit les premiers cours de l'École de Guerre navale, puis embarque sur le croiseur de bataille Kirishima, sur le destroyer Yanagi, et sert comme officier de tir sur le croiseur protégé Suma et sur le croiseur Tenryū. Il est officier chargé de l'équipement du croiseur Yubari. en 1923, puis en est directeur de tir. Promu capitaine de corvette (Shōsa), il suit les cours de la 23e promotion de l'École de Guerre navale. En 1925, il rejoint l'état-major de la 1re Escadre de destroyers. En 1926, il sert comme directeur de tir sur le croiseur Furutaka, et dans un certain nombre de postes d'état-major, à la 2e Flotte puis à la 1re Flotte et à la Flotte combinée, enfin à la 1re Escadre Aérienne. Il est promu capitaine de frégate (Chūsa), en 1928, et est instructeur à l'École de Canonnage et à l'École de Torpillage, puis rejoint l'état-major de la 3e Flotte. Promu capitaine de vaisseau (Daisa) en 1933, il reçoit comme premier commandement celui du croiseur Kiso, en mars 1934, puis il commande le croiseur lourd Furutaka, puis le croiseur cuirassé ancien Iwate. Il est alors affecté, comme Chef-Instructeur, à l'Académie Navale, puis il reçoit le commandement du cuirassé Yamashiro, auquel s'ajoute très temporairement celui du cuirassé Nagato. Il est promu contre-amiral le 15 novembre 1939. D'abord chef d'état-major du District naval de Sasebo, il exerce du 15 novembre 1940 au 10 avril 1941, le commandement de la 3e Escadre Aérienne, c'est-à-dire de la 3e Division de porte-avions, avec sa marque sur le porte-avions Ryūjō. Il commande, à partir du 1er septembre 1941, la 4e Escadre Aérienne, où il retrouve le Ryūjō.

### Des Philippines à Java, à Ceylan, et aux Aléoutiennes (décembre 1941-juin 1942)
Rattaché à la 3e Flotte, au sein de la Force du sud, qui est chargée d'attaquer les Philippines du Sud, le porte-avions léger Ryūjō, qui porte la marque du contre-amiral Kakuta, va aller bombarder Davao, début décembre 1941, puis va couvrir les débarquements de Legaspi, le 11 décembre, Davao, le 19 et 20 décembre et Jolo, le 24 décembre. Ensuite, il va aller bombarder Singapour, pendant la première moitié de janvier 1942, puis va appuyer l'avance des troupes japonaises en Malaisie.

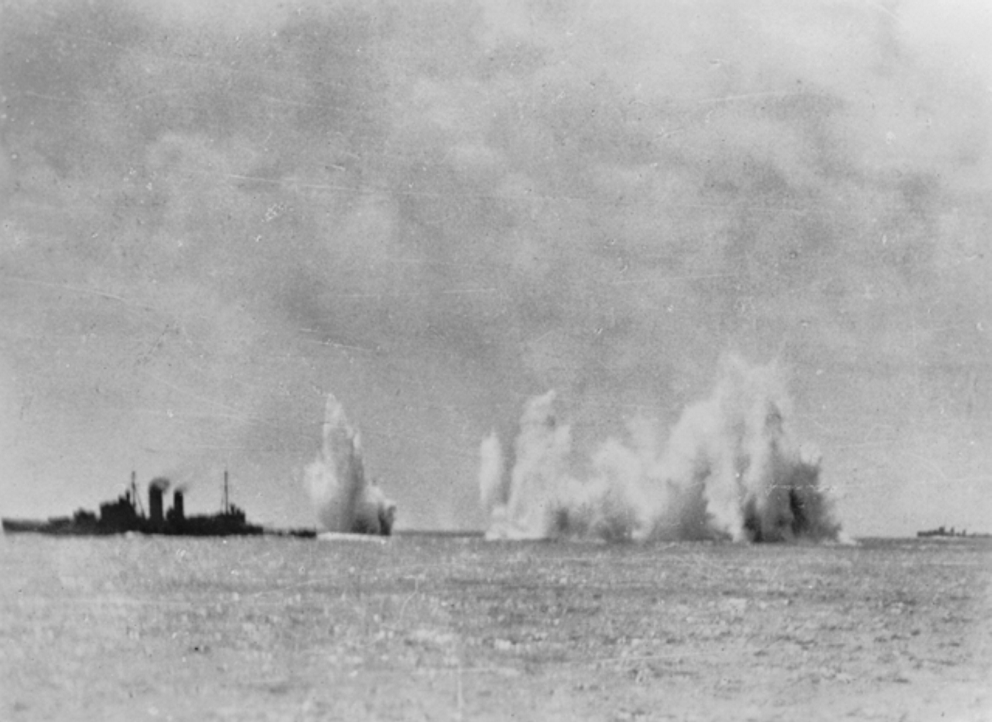
Le croiseur HMS Exeter sous les bombes japonaises, le 15 février 1942

Début février, il relâche à Cam Ranh, en Indochine, avant d'aller appuyer l'attaque de Palembang, dans le sud de Sumatra, . Il attaque le trafic allié fuyant Singapour qui va capituler le 15 février, puis attaque, du 15 au 18 février, les forces navales du Commandement Américain, Britannique, Hollandais et Australien (ABDACOM), et va ainsi couler le destroyer néerlandais HNLMS Van Nes, premier navire coulé par l'aviation embarquée japonaise, depuis Pearl Harbor. Après la bataille de la mer de Java, c'est le vieux “quatre tuyaux” USS Pope qui coule sous les coups de l'aviation embarquée du Ryūjō, le 1er mars.
Le Ryūjō passe alors dans l'Océan Indien, pour appuyer l'avance japonaise en Birmanie (Rangoon est occupée le 8 mars), et l'occupation des îles Andaman et Nicobar. Le Ryūjō fait, au début avril, partie des forces navales (principalement la 7e Division de Croiseurs et le Chokai), aux ordres du vice-amiral Ozawa, qui vont effectuer un raid contre le trafic allié dans le golfe du Bengale, coulant 23 navires en cinq jours, alors que le vice-amiral Nagumo conduit un raid sur Ceylan.

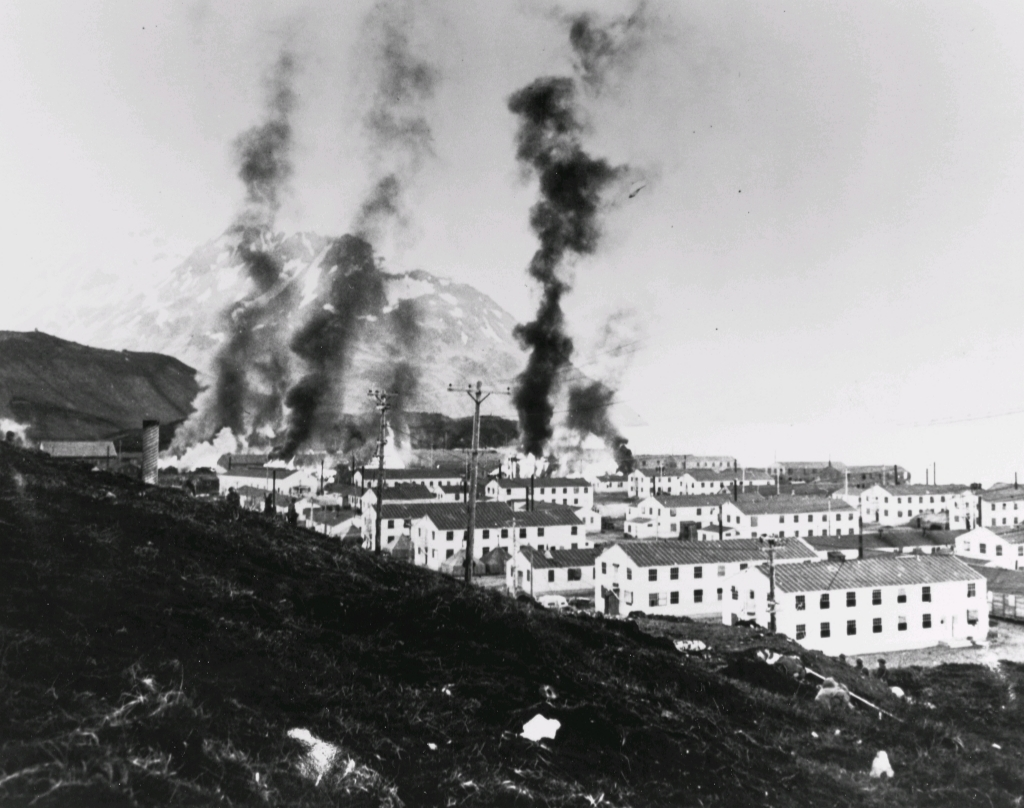
Bombardement de Dutch Harbor par l'aviation embarquée japonaise, le 3 juin 1942

Fin avril, la 4e division de Porte-avions est de retour au Japon, et le 15 mai, le porte-avions Jun'yō (ex-Kashiwara Maru) l'a rejointe donnant naissance à une « 2e Force de Frappe de Porte-avions ». Le contre-amiral Kakuta transfère sa marque sur ce nouveau porte-avions. Au moment de la bataille de Midway, la 4e Division de Porte-avions fait partie des forces, importantes, qui ont été affectées à l'attaque des îles Aléoutiennes, pour assurer la protection du flanc nord du dispositif japonais dans le Pacifique central. Dès le 3 juin, la 4e Division de Porte-avions bombarde Dutch Habor sur l'île d'Unalaska et continue le 4 juin. Au cours de ces opérations, un chasseur “Zero” est abattu, dans un état qui va permettre aux Américains de le récupérer et d'étudier cet appareil en le faisant voler.
Après que l'amiral Yamamoto a renoncé à faire rallier les porte-avions opérant dans le secteur des îles Aléoutiennes, pour poursuivre l'attaque de Midway, la 4e Division va rester dans les eaux du Pacifique nord, pour couvrir l'occupation, le 7 juin, des îles Attu et Kiska par la 5e Flotte du vice-amiral Hosogaya. Début juillet la 4e Division couvre un convoi de renforts pour Kiska.

### Devant Guadalcanal (octobre 1942-mai 1943)
Après la disparition, à Midway, des Sôryû et Hiryū qui constituaient la 2e Division de Porte-avions du contre-amiral Yamagushi, la 4e Division est, le 14 juillet, rebaptisée 2e Division, aux ordres du contre-amiral Kakuta, et est rattachée à une nouvelle 3e Flotte, aux ordres du vice-amiral Nagumo. Le porte-avions Hiyo (ex-Izumo Maru) rallie cette nouvelle 2e Division de Porte-avions le 31 juillet. Le contre-amiral Kakuta y hisse sa marque le 12 août. En août et septembre, les deux porte-avions de la classe Hiyo vont procéder à un entrainement intensif de leur groupe aérien en Mer Intérieure. Ils ne participent donc pas à la bataille des Salomon orientales, fin août, au cours de laquelle le Ryūjō est coulé, ayant été, le 8 août, affecté à la 1re Division de Porte-avions.
Le contre-amiral Kakuta et sa 2e Division de Porte-avions arrivent à Truk, le 9 octobre, et appareillent le surlendemain avec la 2e Flotte du vice-amiral Kondō et la 3e Flotte du vice-amiral Nagumo. Ils vont couvrir le retour des cuirassés rapides Kongō  et Haruna qui sont allés canonner le terrain d'aviation Henderson sur Guadalcanal, dans la nuit du 13 au 14 octobre. Puis le 17 octobre au matin, l'aviation embarquée japonaise du Jun'yō et du Hiyo retourne bombarder Henderson Field, et attaque deux destroyers devant Tulagi, mais ses pertes sont lourdes du fait des chasseurs opérant à partir d'Henderson Field, pour des résultats insignifiants. Le 21 octobre, un incendie dans la salle des générateurs tribord du Hiyo va réduire sa vitesse à 16 nœuds. Le lendemain, le contre-amiral Kakuta transfère sa marque sur le Jun'yō et le Hiyo rentre à Truk. Les “Zero” qui y sont embarqués sont envoyés à Rabaul, et participent à la couverture aérienne de l'attaque japonaise contre Henderson Field, du 23 au 26 octobre.

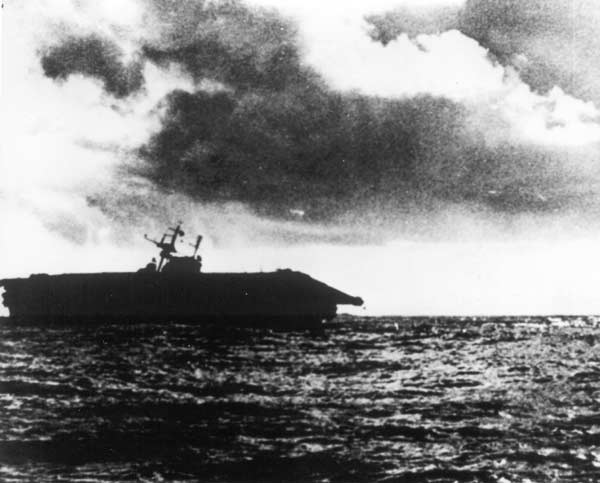
L'USS Hornet, près de couler, à la bataille de Santa Cruz, le 26 octobre 1942, vers 17h.

Pendant ce temps, le Jun'yō participe à la bataille des îles Santa Cruz (25-27 octobre 1942), au cours de laquelle les porte-avions japonais et américains ont reçu des coups sévères, notamment le Shokaku et le Zuiho, d'un côté, les USS Enterprise et Hornet, de l'autre. S'agissant précisément du Jun'yō, après avoir attaqué, le 26 octobre au matin, l'USS Enterprise, sans résultats, il va porter, au début de l'après-midi, à l'USS Hornet, déjà avarié, des coups qui vont conduire à renoncer à tenter de le sauver. La destruction de l'USS Hornet va amener les Japonais à revendiquer la victoire de la bataille des Îles Santa Cruz, mais l'importance des pertes en pilotes de l'aviation embarquée en fait, à tout le moins, une « victoire à la Pyrrhus ».
De retour à Truk le 30 octobre, le Jun'yō en repart le 9 novembre, pour l'atoll d'Ontong Java, à 135 nautiques au nord de Guadalcanal, pour couvrir l'approche des cuirassés rapides qui doivent aller canonner Henderson Field. On sait que cela va se terminer par la destruction du cuirassé rapide Hiei à la suite de la bataille de la nuit du 12 au 13 novembre, et de son sister-ship, le Kirishima, dans la nuit du 14 au 15,. Entre-temps, le 11 novembre, le vice-amiral Nagumo, appelé à prendre un commandement à terre, est remplacé à la tête de la 3e Flotte par le vice-amiral Ozawa. Kakuji Kakuta, promu vice-amiral le 1er novembre, va ainsi être pendant six mois, jusqu'au 22 mai 1943, un des subordonnés directs du vice-amiral Ozawa.
En décembre, le Jun'yō va participer à des transports de troupes vers la Nouvelle-Guinée, puis il couvre le repli des forces japonaises de Guadalcanal, en janvier 1943. Après des opérations de maintenance et un renforcement de sa Défense Contre Avions, il revient à Truk, fin mars, avec le Hiyo, réparé. En avril, dans le cadre de l'opération I-Go, l'aviation embarquée de la 2e Division de Porte-avions est envoyée à terre renforcer la 11e Flotte Aérienne.
Le 22 mai, Le vice-amiral Kakuta est remplacé à la tête de la 2e Division de Porte-avions, et il rejoint l'État-Major Général de la Marine.

### À la tête de la1reFlotte Aérienne (juillet 1943-juillet 1944)
La 1re Flotte Aérienne, c'est-à-dire l'aviation embarquée sur les porte-avions des 1re, 2e, 4e et 5e Divisions de Porte-avions qui constituaient la Force Mobile (Kido Butai) créée le 10 avril 1941, et qui a attaqué Pearl Habor, aux ordres du vice-amiral Nagumo, a été dissoute, à la suite de la bataille de Midway, quand lui a succédé la 3e Flotte, recréée le 14 juillet 1942, toujours aux ordres du vice-amiral Nagumo.
Une nouvelle 1re Flotte Aérienne a été recréée le 1er juillet 1943, et le vice-amiral Kakuta a été placé à sa tête. Cette 1re Flotte Aérienne comprenait, cette fois, l'aviation navale basée à terre qui sera le principal instrument d'une stratégie dite de la Zone de Défense Nationale Absolue, arrêtée à l'automne 1943 selon laquelle les Îles Kouriles, les Îles Bonin (dont fait partie Iwo-Jima), les Îles Mariannes, les Îles Carolines, l'île de Biak au large de l'extrémité nord-ouest de la Nouvelle-Guinée, les îles de la Sonde et la Birmanie constituaient autant de porte-avions insubmersibles. On aura remarqué que cette zone n'incluait pas les îles Salomon, la côte nord-est de la Papouasie-Nouvelle-Guinée, ni les îles Gilbert et les îles Marshall, qui seront au centre des combats de l'automne-hiver 1942-43. Mais l'aviation embarquée américaine va frapper au cœur de la Zone de Défense Nationale Absolue, en allant attaquer Truk (Opération Hailstone, les 17 et 18 février 1944), ou les Îles Mariannes (Saipan, Tinian et Guam lors de l'opération Catchpole, du 21 au 23 février 1944). Les forces du général MacArthur, sur la côte nord de la Nouvelle-Guinée, débarquent à Hollandia, fin avril, et à Biak à la mi-mai.
À cette première attaque contre une position de la Zone de Défense Nationale Absolue, l'amiral Koga décide de riposter par une sortie des cuirassés géants Yamato et Musashi mais cette opération tourne court, car les bombardements américains ont commencé sur les îles Mariannes, ce qui lui fait déclencher le Plan A-Gō, dont l'idée de manœuvre est de rechercher une « bataille décisive », avec les forces américaines assurant la couverture éloignée d'un débarquement sur les îles Mariannes et en particulier sur Saipan, après que l'aviation japonaise basée à terre les aura affaiblies,. Le rôle de la 1re Flotte Aérienne du vice-amiral Kakuta est donc crucial.
Mais c'est l'aviation embarquée américaine qui va frapper la première, dès le 11 juin, les aérodromes de Rota, Saipan, Tinian, Guam dont 60 % des 250 avions sont détruits, puis le 14 juin, ceux d'Iwo Jima et de Chichi Jima.
Faisant confiance à des informations exagérément optimistes reçues du vice-amiral Kakuta, qui minimise les pertes subies et surestime les coups portés, le vice-amiral Ozawa, qui s'est porté, avec la 1re Flotte Mobile, à la rencontre de la Ve Flotte américaine, opte pour une tactique agressive contre un ennemi qu'il croit, à tort, affaibli, et qui a choisi une attitude défensive. Contre un adversaire plus puissant, mieux équipé, plus expérimenté et inentamé, l'aviation embarquée de la 1re Flotte Mobile subit des pertes extrêmement sévères et la bataille de la mer des Philippines (19-20 juin 1944) est une cuisante défaite pour les Japonais.
Les débarquements américains ont lieu le 15 juin, sur Saipan, le 21 juillet sur Guam et le 24 juillet sur Tinian. Le vice-amiral Kakuta, dont le Q.G. était à Tinian, y était le plus haut gradé, bien qu'il n'eût pas de responsabilités pour la défense de l'île. Entre le 15 et le 21 juillet, il a tenté, à plusieurs reprises, avec son état-major, de rejoindre, en canots pneumatiques, un sous-marin, mais n'y parvint pas. On perd sa trace le 31 juillet et on présume qu'ayant gagné une grotte de la côte orientale de l'île, il s'est suicidé, et que son corps a été secrètement brulé par des membres de son état-major. Sa disparition a été annoncée le 3 août.